# Chi1 Fornacis
Chi1 Fornacis (89 Fornacis) é uma estrela na direção da constelação de Fornax. Possui uma ascensão reta de 03h 25m 55.82s e uma declinação de −35° 55′ 15.1″. Sua magnitude aparente é igual a 6.39. Considerando sua distância de 326 anos-luz em relação à Terra, sua magnitude absoluta é igual a 1.39. Pertence à classe espectral A1IV. É uma estrela variável.